# O zittre nicht, mein lieber Sohn
«O zittre nicht, mein lieber Sohn» es un aria compuesta por Wolfgang Amadeus Mozart como primera salida a escena de La Reina de la Noche en La flauta mágica. El título se podría traducir por "Oh, no te asustes querido hijo mío" y a pesar de que es mucho menos conocida que la segunda aria de la Reina "Der Hölle Rache kocht in meinem Herzen" no tiene menor calidad ya que precisa de una soprano de coloratura con una tesitura y flexibilidad vocales muy amplias. 
Es la primera de las dos apariciones de la pérfida Reina de la Noche en toda la ópera, pese a su brevedad necesita de una soprano capaz de remontar una tesitura estratosférica. Este primer aria (la reina serena y suplicante) prepara a la audiencia para los fuegos de artificio vocal de la segunda (la reina furiosa y vengativa).
Ha sido interpretada por Lucia Popp, Edita Gruberová, Edda Moser, Joan Sutherland, June Anderson, Diana Damrau, Wilma Lipp, Cristina Deutekom, Beverly Sills, Elena Mosuc, Natalie Dessay, Sumi Jo, Erika Miklósa y Luciana Serra,  Olga Peretyatko y Roberta Peters, entre otras distinguidas sopranos.

## Significado
Cuando la Reina de la Noche hace su aparición, se encuentra con Tamino y en la primera y la segunda parte del aria, mucho más lentas y suaves, se lamenta de que no pudo hacer nada por evitar que Sarastro secuestrase a su hija Pamina, la princesa.
En la tercera parte y tras un interludio de cuerda comienza la parte más melismática, expresiva y delicada en la que la Reina anima a Tamino y le da esperanzas para que rescate a su hija prometiéndole que si vuelve victorioso podrá poseer su mano.

Cabe destacar que en este aria la Reina no parece un personaje malvado como sucede en la segunda en la que únicamente habla de matar a Sarastro, sino más bien como una madre angustiada.

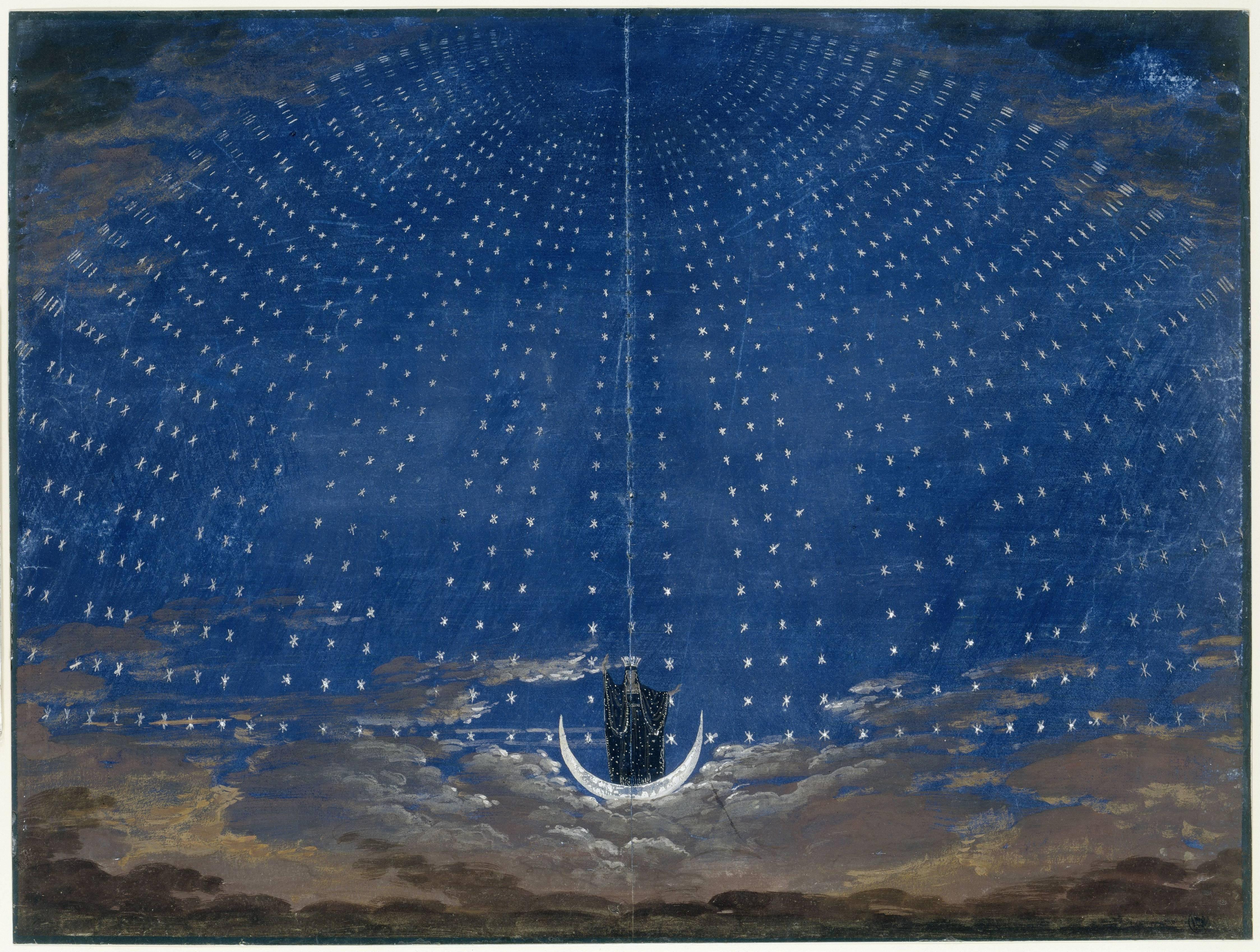
Aparición de la Reina de la Noche cantando Oh zittre nicht.

## El aria enLa flauta mágica
Las Tres Damas han entregado un retrato de Pamina a Tamino, un príncipe extranjero, y él queda enamorado de ella y desea poder encontrarla.
Las Tres Damas regresan y dicen a Tamino que Pamina ha sido raptada por Sarastro mientras ella "en una tarde de mayo paseaba por el jardín de cipreses", Tamino decide ir a rescatarla cuando un estruendoso trueno se oye. La 
Reina de la Noche aparece mostrándose como una madre desesperada por una hija raptada por "un malvado", y encomienda a Tamino para su rescate prometiéndole en recompensa la mano de su hija.

## Música
En esta aria la soprano está acompañada por una orquesta compuesta principalmente por oboes, fagotes, trompas, con un papel muy importante de la cuerda. El aria tiene tres partes bien diferenciadas:
- Primera parte: (sol menor) - Andante
- Segunda parte:(si bemol mayor) - Allegro moderato
- Tercera parte: Esta parte es la más difícil de interpretar, pues tiene unas coloraturas muy complicadas que exigen un gran virtuosismo.

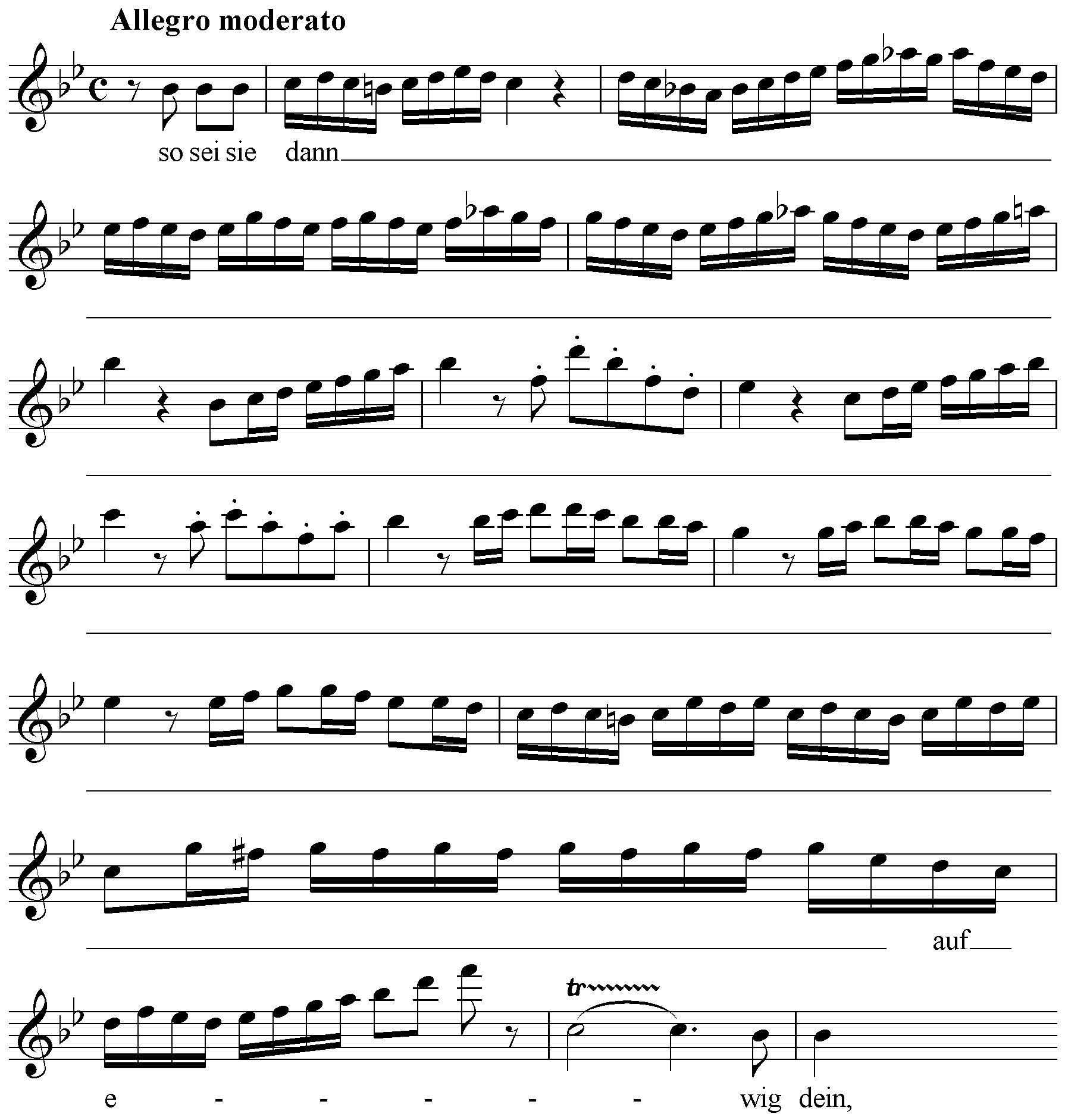
Coloratura del aria.

## Letra
La letra fue tomada del libreto de Emanuel Schikaneder.
| Letra original en alemán | Traducción |
| --- | --- |
| O zittre nicht, mein lieber Sohn! Du bist unschuldig (también «schuldlos», literalmente «sin culpa») weise, fromm; Ein Jüngling, so wie du, vermag am besten Dies tiefbetrübte Mutterherz zu trösten. Zum Leiden bin ich auserkoren, Denn meine Tochter fehlet mir; Durch sie ging all mein Glück verloren, Ein Bösewicht entfloh mit ihr. Noch seh ich ihr Zittern Mit bangem Erschüttern, Ihr ängstliches Beben, Ihr schüchternes Streben. Ich musste sie mir rauben sehen, Ach, helft! ach helft! war alles, was sie sprach. Allein vergebens war ihr Flehen, Denn meine Hilfe war zu schwach. Du, du, du wirst sie zu befreien gehen, Du wirst der Tochter Retter sein. Und werd' ich dich als Sieger sehen, So sei sie dann auf ewig dein. | ¡Oh, no tiembles, querido hijo mío! Eres inocente, sabio, piadoso; Un joven como tú es quien mejor puede consolar este corazón materno profundamente afligido. Estoy condenada a sufrir, porque extraño a mi hija con ella se fue toda mi dicha; un malvado huyò con ella. Aún veo su temblor con temerosa agitación, su estremecimento asustado, sus tímidos esfuerzos. Hube de ver como me la robaban. «¡Oh, ayuda!, ayuda!» fue todo lo que dijo. Mas en vano fueron sus súplicas, pues mi ayuda fue demasiado débil. Tú, tú, tú irás a liberarla, serás el salvador de mi hija. Y si te veo regresar triunfante, entonces ella será tuya eternamente. |

La obra sigue el esquema [AABB][CDCD][EEFF][GHGH][IJIJ].